# بخش کون کریک، شهرستان لیون، مینه سوتا
بخش کون کریک (به انگلیسی: Coon Creek Township) یک منطقهٔ مسکونی در ایالات متحده آمریکا است که در شهرستان لیون، مینه‌سوتا واقع شده‌است.
 بخش کون کریک ۹۴٫۳ کیلومتر مربع مساحت و ۲۸۲ نفر جمعیت دارد و ۴۸۸ متر بالاتر از سطح دریا واقع شده‌است.